# Henry Berthold von Fischer

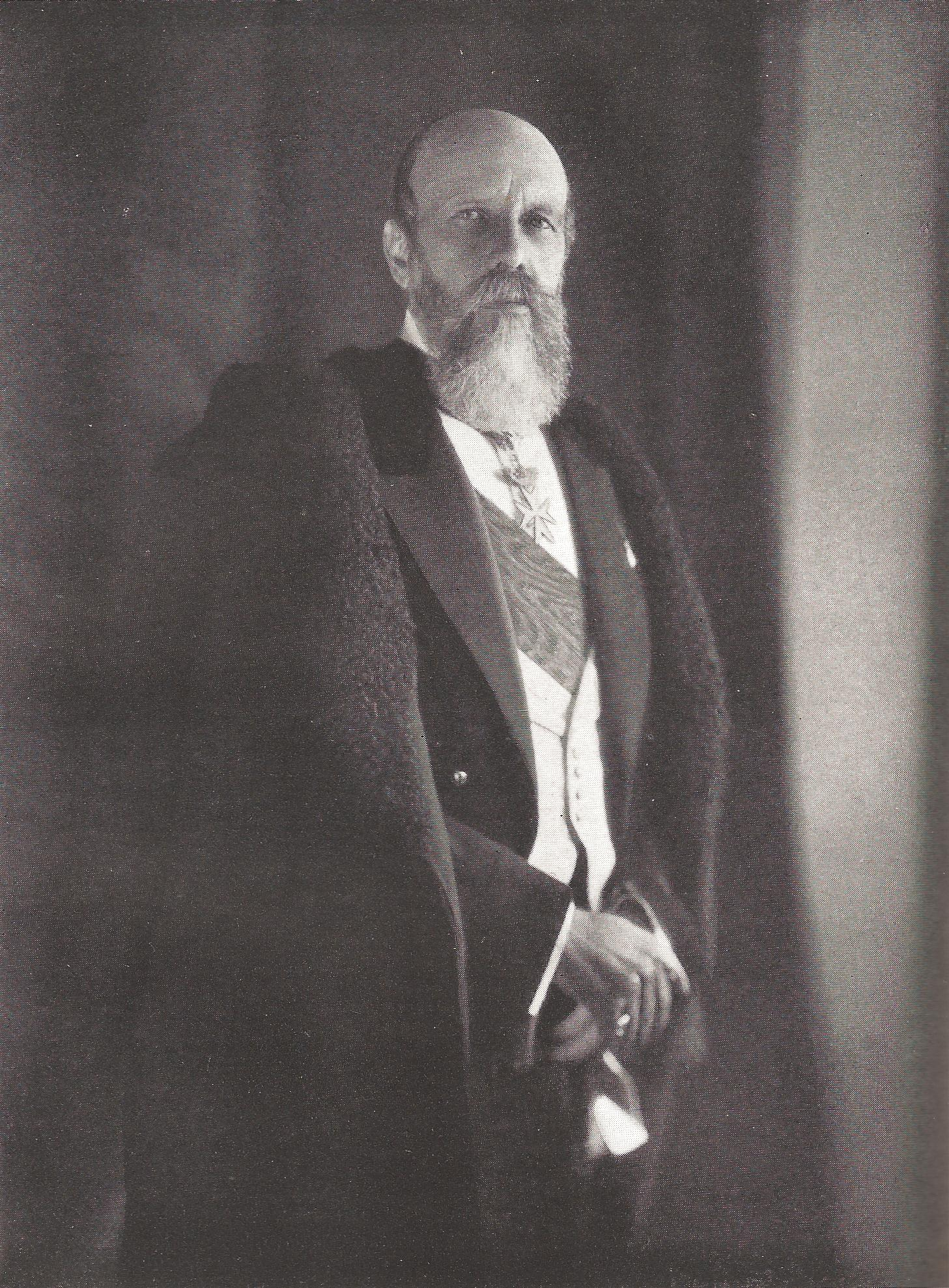
Henry Berthold von Fischer

Henry Berthold von Fischer, auch Henry Berchtold von Fischer (* 7. Januar 1861 in Bern; † 28. Juni 1949 ebenda), war ein Schweizer Architekt.

## Leben
Er entstammte der Berner Patrizierfamilie von Fischer und war ein Nachkomme von Beat Fischer. 1878 trat er in die École des Beaux-Arts in Paris ein, und nach dem Ende seiner Studienzeit reiste er u. a. nach Ägypten. 1887 wurde er Mitarbeiter des Architekten Heinrich Viktor von Segesser (1843–1900) in Luzern und konvertierte dort – wie zuvor schon seine Schwester, die nach dem Tode ihres Mannes Nonne im Orden des Vinzenz von Paul geworden war – zur katholischen Kirche. Daraufhin gründete er ein eigenes Architekturbüro in Bern, wo er anfangs den Bau der von Segesser geplanten Dreifaltigkeitskirche begleitete und dann zahlreiche Villen baute. Seine Handschrift prägt heute noch das Kirchenfeldquartier.
Fischer war Ehren- und Devotions-Grosskreuz-Bailli des Malteserordens. 1937 zelebrierte Maximilian von Sachsen in Fischers Privatkapelle eine Messe zum Rittertag des schweizerischen Malteserordens.
Fischers Nachlass befindet sich in der Burgerbibliothek Bern. Das Planarchiv ist dem Eidgenössischen Archiv für Denkmalpflege, das heute zur Graphischen Sammlung der Schweizerischen Nationalbibliothek gehört, im Jahr 1989 als Schenkung übergeben worden.

## Werk
Fischers Stil ist neobarock und steht unter dem Einfluss der Berner Architektur des 17. und 18. Jahrhunderts, die Fischer intensiv bei Renovationen von Schlössern und Landsitzen kennengelernt hatte. Eines seiner Hauptwerke ist eine Villa an der Thunstrasse 60 in Bern, die 1897 bis 1898 unter dem Namen Le Souvenir für Max von Fischer erbaut wurde und seit 1932 Sitz des Apostolischen Nuntius ist. Der 1959 abgerissene Vorgängerbau der Antoniuskirche in Bümpliz mit dem noch erhaltenen Pfarrhaus wurde von Fischer gebaut. Ein weiteres Werk ist der neubarocke Umbau des «Neuen Wenkenhofes» in Riehen bei Basel von 1918 bis 1921 für den Bauherrn Alexander Clavel-Respinger.